# Tom Petty and the Heartbreakers
Tom Petty and the Heartbreakers fue un grupo musical estadounidense de rock. Formado en Gainesville, Florida, en 1976, el grupo fue fundado por Tom Petty, vocalista y guitarrista rítmico, con Mike Campbell como guitarrista principal, Ron Blair como bajista, Stan Lynch como batería y Benmont Tench como teclista. Desde su origen, el grupo ha tenido varios cambios en su formación original, con Howie Epstein convirtiéndose en bajista entre 1982 y 2002, cuando Blair se cansó de las continuas giras, y con la entrada de Curt Bisquera y Steve Ferrone para reemplazar a Lynch en 1994.
Tom Petty and the Heartbreakers fue una de las principales bandas del movimiento heartland rock, junto a artistas como Bruce Springsteen y Bob Seger, que surgieron entre finales de la década de 1970 y comienzos de la década de 1980. El género se abstuvo de la música basada en sintetizadores y en elementos de moda popularizados en los 80, como el synth pop, en beneficio del rock clásico. Petty and the Heartbreakers son conocidos por sencillos de éxito como "American Girl", "Breakdown", "The Waiting", "Learning to Fly", "Refugee" y "Mary Jane's Last Dance". Aunque el movimiento heartland rock se apagó en la década de 1990, la banda se mantuvo activa: continúa saliendo de gira con frecuencia y sacando álbumes, siendo el más reciente, Mojo, publicado en junio de 2010. Tom Petty and the Heartbreakers han vendido más de ochenta millones de discos a nivel mundial, convirtiéndose en uno de los artistas con más ventas de todos los tiempos.
Aunque la mayor parte de su material es producido y realizado bajo el nombre de The Heartbreakers, Tom Petty ha publicado también varios trabajos en solitario, carrera que emprendió en 1989 con la publicación de Full Moon Fever. Sin embargo, incluso en estos lanzamientos, varios miembros de la banda contribuyen como músicos de sesión en los trabajos en solitario de Petty.

## Historia

### Primeros años

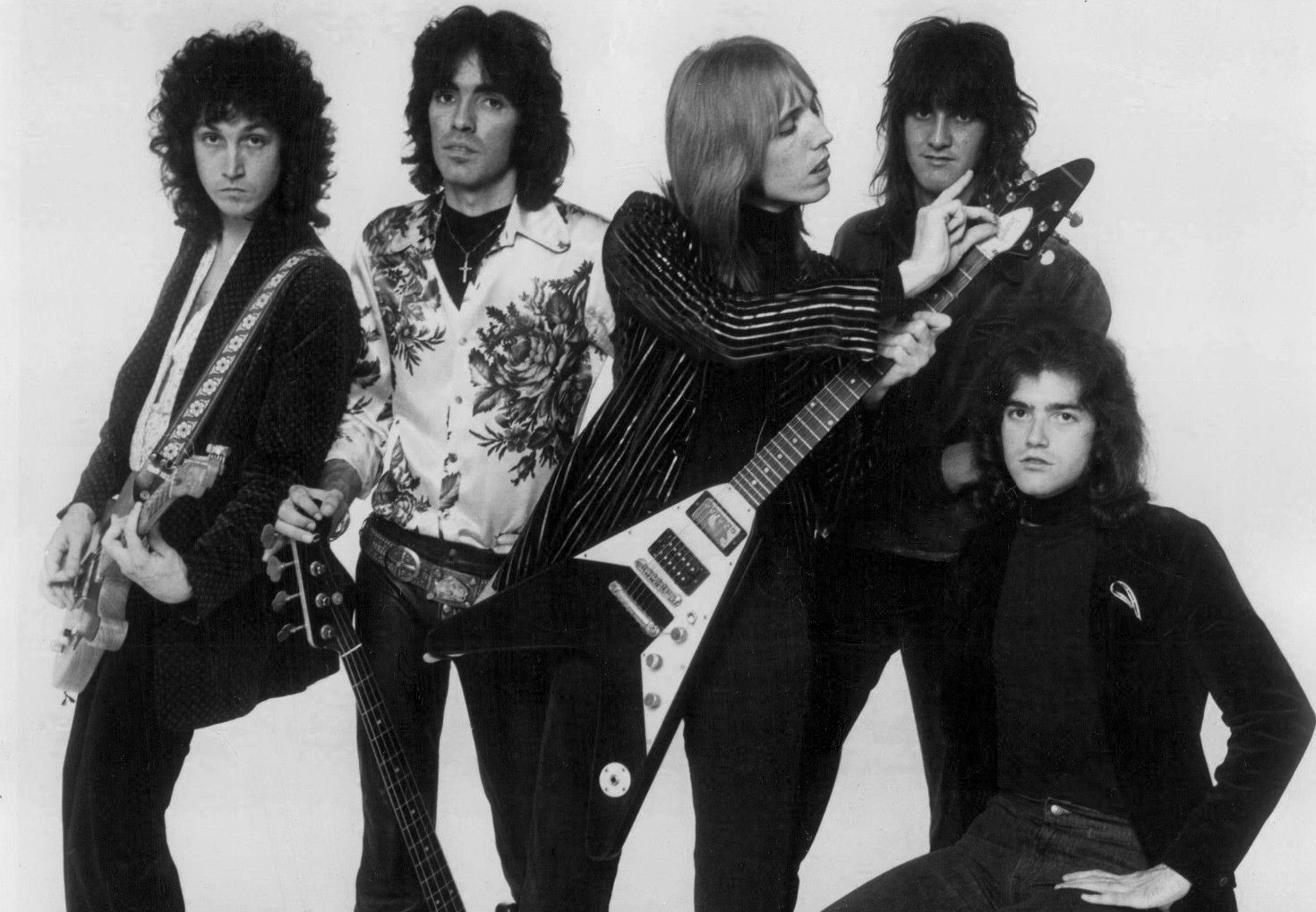
La banda en 1977. De izquierda a derecha: Mike Campbell, Ron Blair, Tom Petty, Stan Lynch y Benmont Tench

Las primeras bandas de Petty incluyeron a Sundowners, the Epics y Mudcrutch, que consistía en los futuros miembros de Heartbreakers, Mike Campbell y Benmont Tench. En 1974, Mudcrutch firmó con Shelter Records y se desplazó a Los Ángeles, California. La banda lanzó un sencillo, "Depot Street", en 1975, que no logró alcanzar las listas, y el grupo se disolvió. En diciembre de 1975 se formó "Tom Petty and the Heartbreakers". The Heartbreakers comenzó su carrera de grabación con un álbum homónimo, Tom Petty and the Heartbreakers, lanzado a través de la etiqueta de Shelter antes mencionada. Inicialmente, los Heartbreakers no ganaron mucha tracción en Estados Unidos, aunque lograron éxito en el Reino Unido tocando "Anything That's Rock 'n' Roll" en Top of the Pops. Los primeros sencillos incluyeron "Breakdown" y "American Girl". "Breakdown" fue reeditado en Estados Unidos y llegó al Top 40 en 1978, después de que a su vuelta a los Estados Unidos se filtrara la noticia de que la banda estaba creando una tormenta de fuego en el Reino Unido.
Su segundo álbum de 1978, You're Gonna Get It!, marcó el primer álbum de oro de la banda, y contó con los sencillos "I Need to Know" y "Listen To Her Heart". En 1979, la banda fue arrastrada a una disputa legal cuando ABC Records, distribuidor de Shelter, fue vendido a MCA Records.
Petty se negó a ser transferido a otra discográfica. Se aferró a sus principios, lo que llevó a su declaración de quiebra como una táctica contra MCA.

### 1979 - 1989

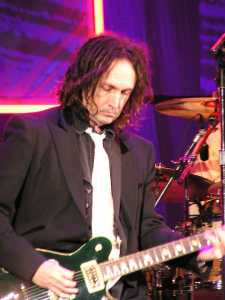
Mike Campbell en concierto el 26 de junio de 2006

En 1979, después de que su disputa legal fuera resuelta, los Heartbreakers lanzaron su tercer álbum Damn the Torpedoes a través del sello de MCA Backstreet Records. El álbum fue platino rápidamente. Incluyó "Do not Do Me Like That" (número 10 en Estados Unidos, el primer Top Ten del grupo) y "Refugee" (número 15 USA), sus sencillos de introducción en los Estados Unidos.
Aunque ya tenía un gran éxito, Petty se encontró con problemas con la compañía discográfica otra vez cuando él y The Heartbreakers se prepararon para lanzar Hard Promises, (1981), el siguiente álbum a Damn the Torpedoes. MCA quería lanzar el disco al precio de 9.98 $, que se consideraba muy alto para un álbum discográfico en ese momento. Este llamado "precio superstar" era 1.00 $ más que el precio habitual de 8.98 $. Petty expresó sus objeciones a la subida de precio en la prensa, y el tema se convirtió en una causa popular entre los aficionados a la música. Consideraron la no entrega del álbum o llamarlo Eight Ninety-Eight, pero finalmente MCA se decidió en contra del aumento de precio. El álbum se convirtió en uno de los diez mejores hits, llegando al platino y engendrando el sencillo "The Waiting" (número 19 USA). El álbum también incluyó el dúo "Insider", con Stevie Nicks.
En su quinto álbum, Long After Dark, (1982), el bajista Ron Blair fue reemplazado por Howie Epstein (antes de la banda de apoyo de Del Shannon), dando a los Heartbreakers su formación hasta 1991. Long After Dark presenta los éxitos "You Got Lucky "(número 20 en USA) y "Change of Heart "(número 21 en USA), y debía incluir una canción llamada" Keeping Me Alive", pero el productor Jimmy Iovine lo vetó del álbum. Petty ha expresado que siente que el álbum habría resultado mejor si la canción hubiera sido incluida en el álbum [cita requerida].
En el siguiente álbum, Southern Accents (1985), The Heartbreakers retomaron donde lo habían dejado [cita requerida]. En la grabación también hubo problemas; Petty se frustró durante el proceso de mezcla y se rompió la mano izquierda al golpear una pared. El álbum incluye el hit psicodélico "Do not Come Around Here No More" (número 13 en EE. UU.), que fue producido por y coescrito con Dave Stewart. El vídeo del sencillo, que protagonizó Stewart, incluyó a Petty vestido como el Sombrerero Loco, burlándose y persiguiendo a Alice del libro Las aventuras de Alicia en el país de las maravillas, luego cortándola y comiéndosela como si fuera un pastel. Esto causó una pequeña controversia después de que fuera criticado por grupos feministas [cita requerida], pero el vídeo ganó un MTV Video Music Award.
Una exitosa gira de conciertos llevó al álbum en vivo Pack Up the Plantation: Live!, (1985). Las capacidades en vivo de la banda también se mostraron cuando Bob Dylan invitó a The Heartbreakers a unirse a él en su True Confessions Tour por Australia, Japón y los Estados Unidos (1986) y Europa (1987). Petty elogió a Dylan, diciendo: "No creo que haya alguien a quien admirar más".También en 1987, el grupo lanzó Let Me Up (I've Had Enough), un álbum de estudio hecho para sonar como una grabación en vivo, utilizando una técnica que pidió prestada a Dylan. Incluye "Jammin 'Me" (número 18 en EE. UU.), que Petty escribió con Dylan y Campbell. Dylan grabó una versión de la composición de Petty, "Got My Mind Made Up", en su álbum Knocked Out Loaded.
La gira de Tom Petty and The Heartbreakers de 1989 incluyó a la banda de college rock The Replacements, que abrió todos los shows.

### 1990 - 2005

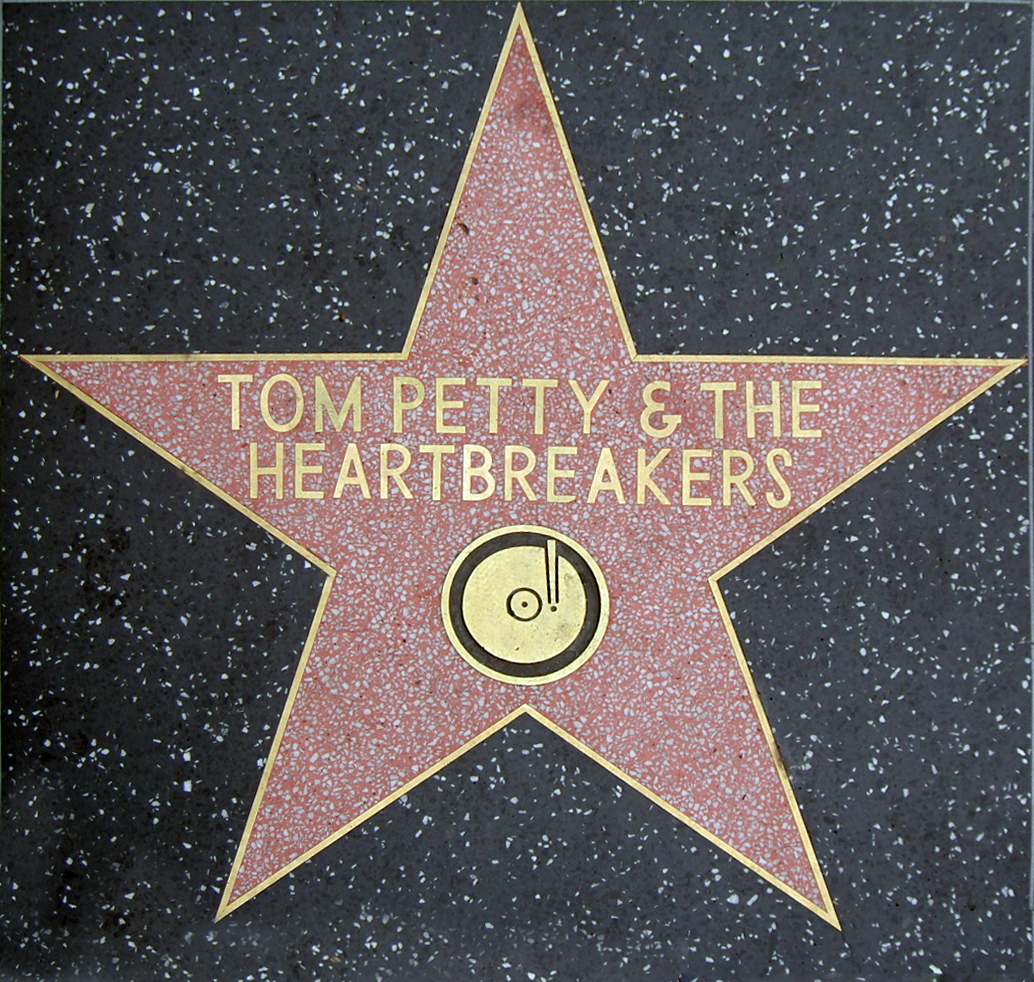
Estrella del Paseo de la fama de Hollywood, concedida en 1999

En 1991, la banda lanzó Into the Great Wide Open, producido por Jeff Lynne, que había trabajado con Petty en Traveling Wilburys. Las canciones incluyeron la pista del título y "Learning to Fly". El multiinstrumentista Scott Thurston se unió a la banda a partir de la gira para el álbum.
En 1993, Tom Petty and The Heartbreakers lanzaron Greatest Hits (álbum de Tom Petty and the Heartbreakers), que incluyó el sencillo "Mary Jane's Last Dance". Stan Lynch se había trasladado a Florida, pero fue persuadido para volver para su última sesión con la banda.
En 1994 Lynch dejó la banda y fue substituido temporalmente por Dave Grohl antes de ser permanentemente substituido por Steve Ferrone.Éste había trabajado con Petty, Campbell, Tench y Epstein en el álbum en solitario de Petty, Wildflowers. En este momento, la banda sirvió como banda de acompañamiento en el álbum Unchained de Johnny Cash,producido por Rick Rubin.
En 1995, se lanzó una caja de seis CD titulada Playback. Aproximadamente la mitad de las canciones estaban previamente disponibles en álbumes, y el resto eran caras B, demos y pistas en vivo. Dos temas notables son una versión en solitario del dúo de Tom con Stevie Nicks de 1981, "Stop Draggin 'My Heart Around", y la canción "Waiting For Tonight", con voces de The Bangles. Esta última canción también apareció en la antología de dos CD lanzada en 2000, Anthology: Through the Years.
En 1996, Petty "se reunió" con los Heartbreakers y lanzó la banda sonora de la película She's the One, protagonizada por Cameron Diaz y Jennifer Aniston (ver Canciones y música de "She's the One"). Tres canciones de este álbum llegaron a las listas; éstas fueron "Walls (Circus)" con Lindsey Buckingham; "Climb that Hill" y una canción escrita por Lucinda Williams, "Change the Locks". El álbum también incluyó una versión de una canción de Beck, "Asshole".
En 1999, Petty y los Heartbreakers lanzaron el álbum Echo con el productor Rick Rubin al timón. El álbum alcanzó el número 10 en las listas de álbumes de los Estados Unidos y presentó, entre otros sencillos, "Room at the Top".
El 28 de abril de 1999, Tom Petty & the Heartbreakers recibieron una estrella en el Paseo de la Fama de Hollywood por sus contribuciones a la industria discográfica, ubicada en el 7018 Hollywood Boulevard.
En 2002, el grupo lanzó The Last DJ. Muchas de las letras de las canciones contienen fuertes ataques contra la industria musical y las principales compañías discográficas. El álbum alcanzó el número 9 en las listas de Estados Unidos. Ron Blair tocó en dos de las pistas. También reemplazó al hombre que había sido su reemplazo, Howie Epstein, en la gira de la banda en 2002, como resultado de los problemas personales y el abuso de drogas de Epstein. Epstein murió en 2003 a la edad de 48 años. Tench lo describió como "el tipo más cool de la banda".

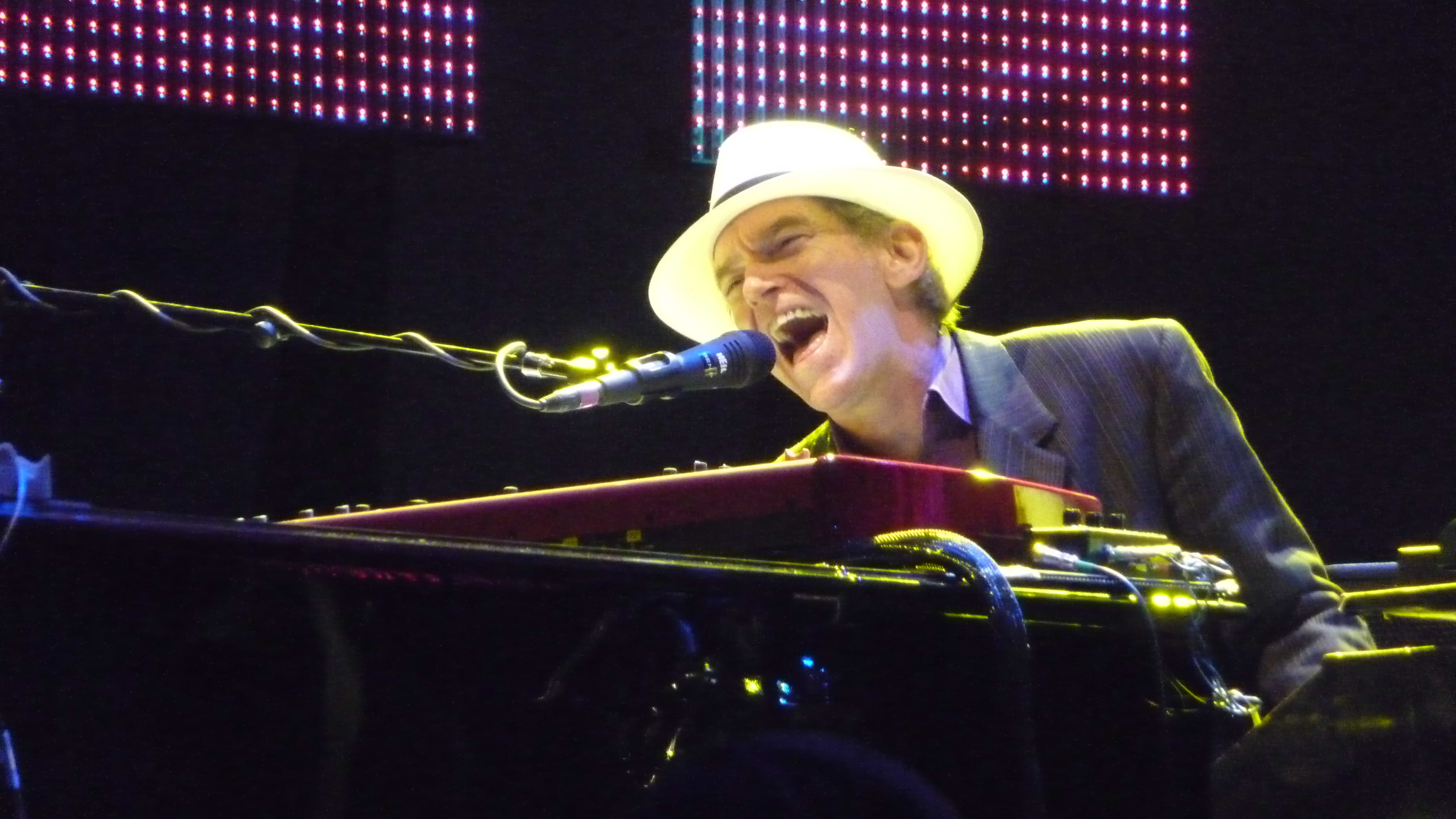
Benmont Tench Hollywood Bowl

### 2006 - presente
En el año del trigésimo aniversario de la banda, 2006, encabezaron el quinto festival anual de música y arte de Bonnaroo. Además de Bonnaroo, Petty estuvo de gira durante el verano de 2006. La gira comenzó en Charlotte, Carolina del Norte, el 9 de junio y terminó en Randall's Island, Manhattan, Nueva York el 19 de agosto. Las paradas incluyen ciudades importantes como Nueva York, St Louis, Indianápolis y Denver. Actuaciones de apoyo durante la gira incluyeron a Pearl Jam, The Allman Brothers Band y Trey Anastasio. Además, Stevie Nicks se unió a la banda en el escenario durante los primeros ocho conciertos, así como las fechas de la segunda vuelta subsecuente para cantar varias canciones del extenso catálogo de The Heartbreakers. Para el Highway Companion Tour permitieron a los fanes que recibieran asiento prioritario, descuentos en la tienda de Tom Petty, un CD complementario del Highway Companion Tour y una dirección de correo electrónico personalizada.
En 2006, la cadena de televisión ABC contrató a Petty para hacer la música para su cobertura de los playoffs de la NBA. El 21 de septiembre de 2006, Tom Petty and The Heartbreakers recibieron las llaves de la ciudad de Gainesville, Florida, donde él y sus compañeros vivieron o crecieron. Petty bromeó, cuando se le preguntó acerca de la llave que recibió del alcalde de Gainesville, "Es mucho más bonito que la que tenemos de Chicago".
Desde julio de 2006 hasta 2007, el Salón de la Fama del Rock and Roll de Cleveland, Ohio presentó una exposición de artículos de Tom Petty. Gran parte del contenido fue donado por Petty mismo durante una visita a su casa por parte del personal de dirección del Rock Hall. En 2007, la banda aceptó una invitación para participar en un álbum tributo a Fats Domino, contribuyendo con su versión de "I'm Walkin '" para Goin' Home: A Tribute to Fats Domino (Vanguard Records).
En 2008, los Heartbreakers también actuaron en el Super Bowl XLII Halftime Show. En abril de ese año, los miembros de la banda anterior de Petty, Mudcrutch, incluyendo a los Heartbreakers Petty, Benmont Tench y Mike Campbell, junto con Randall Marsh y Tom Leadon, lanzaron un álbum, Mudcrutch. A finales de 2008 este grupo publicó un EP en vivo.
Una colección de grabaciones en vivo fue publicada el 23 de noviembre de 2009, y se anunció un nuevo álbum de estudio, Mojo, para su lanzamiento en la primavera de 2010. La banda presentó Hypnotic Eye el 29 de julio de 2014, y Nobody's Children digitalmente en 2015.

## Actuaciones en vivo

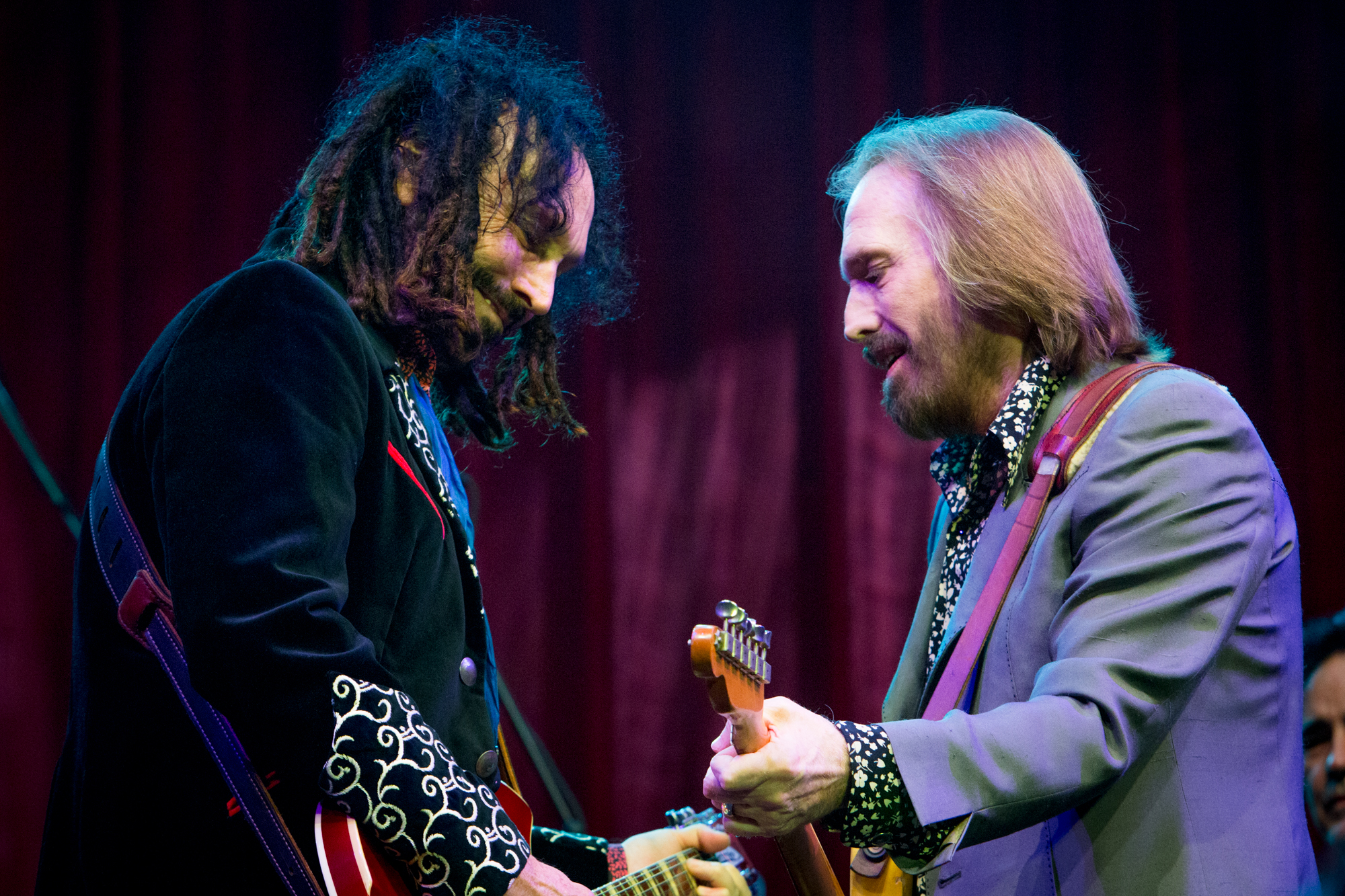
Tom Petty en Bonnaroo el 16 de junio de 2013

- En 1985 Tom Petty and the Heartbreakers participaron en el concierto de rock caritativo Live Aid.

- En 1986 publicaron un disco en vivo, Pack Up the Plantation: Live!.

- En 1992 la banda tocó tres canciones (incluyendo una como banda de apoyo de Roger McGuinn) en el Madison Square Garden para homenajear el 30 aniversario del lanzamiento del primer disco de Bob Dylan. Las tres canciones fueron publicadas en The 30th Anniversary Concert Celebration.

- También tocaron en el concierto benéfico de 2001 America: A Tribute to Heroes.

- En 2002, la banda tocó en el concierto para George que honra a George Harrison, que había muerto el año anterior.

- En 2006, la banda regresó a su ciudad natal y celebró su aniversario con una colección de canciones populares.

- En 2012, Tom Petty and The Heartbreakers encabezaron la noche del viernes en el Festival de la Isla de Wight.

- El 26 de noviembre de 2010, Tom Petty & the Heartbreakers lanzaron una edición especial de vinilo de 7  para el Record Store Day Black Friday llamada Nowhere b / w Surrender para tiendas de discos independientes.

- En 2008 encabezaron el show de medio tiempo de la final de la Super Bowl.

## Tom Petty en solitario

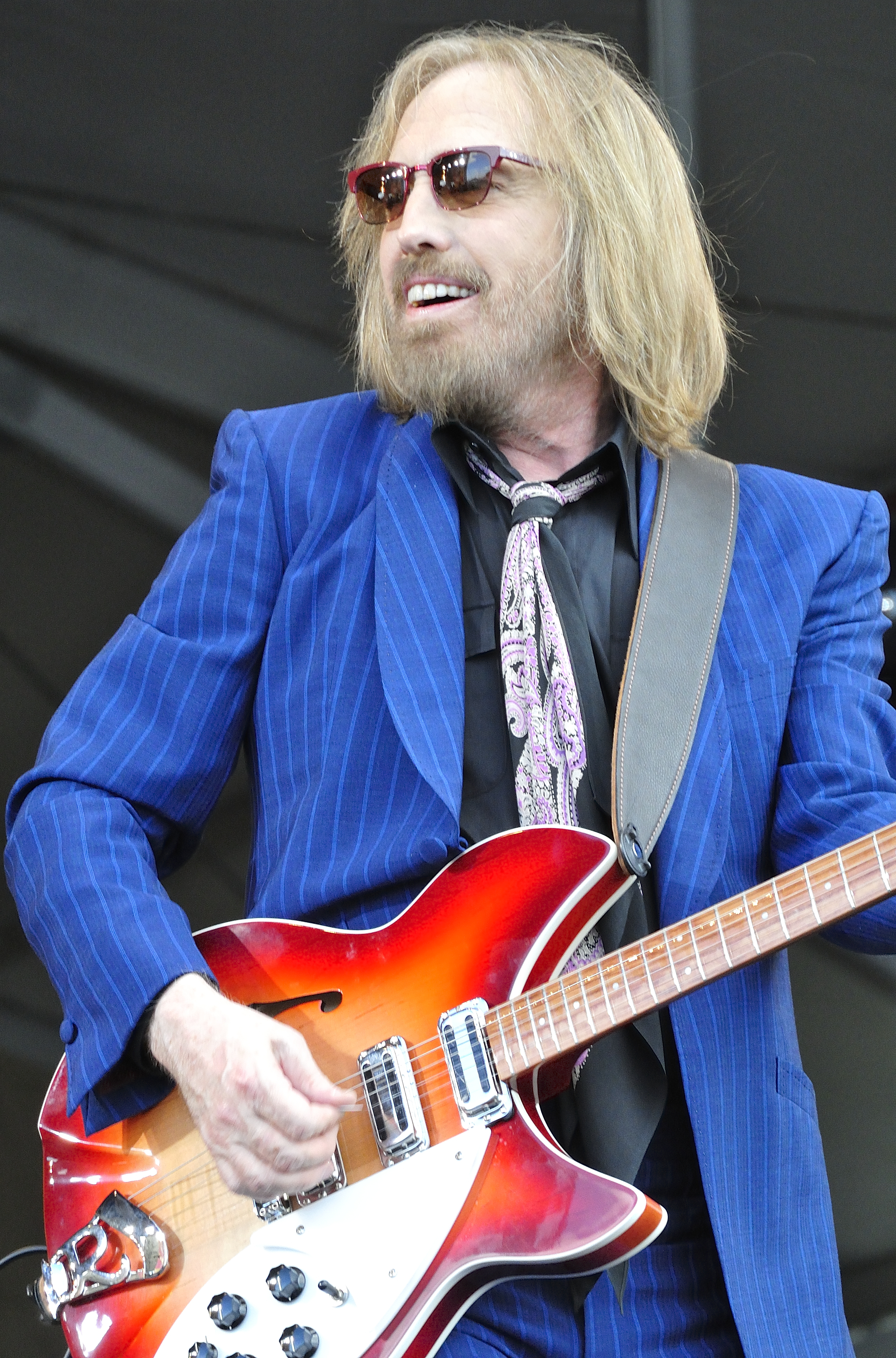
Tom Petty, el principal vocalista y compositor de la banda, también ha tenido una exitosa carrera en solitario y ha sido miembro del supergrupo The Traveling Wilburys.

Petty ha publicado álbumes en solitario aclamados por la crítica, el primero de los cuales fue Full Moon Fever de 1989, que incluyó su melodía de firma, "Free Fallin '", así como "I Will not Back Down", versionado posteriormente por Johnny Cash, "Runnin Down a Dream" y el clásico de Gene Clark de The Byrds, "I'll Feel a Whole Lot Better", la única versión incluida en el álbum.
Aunque The Heartbreakers estaban consternados por la decisión de Petty de ir en solitario (similar al arreglo entre Bruce Springsteen y The E Street Band en ese momento), Campbell tocó solos de guitarra en cada pista, Tench contribuyó al piano en una, y Epstein a regañadientes, en dos pistas.
El segundo álbum en solitario de Petty, Wildflowers, incluía a todos los miembros de The Heartbreakers, excepto Stan. El álbum, que incluyó a Steve Ferrone en la batería, produjo el sencillo "You Do Not Know How It Feels".
El último álbum en solitario de Petty es Highway Companion, que, como su primer proyecto en solitario, incluyó a Jeff Lynne como productor.

## Relación con la industria de la música
Petty ha luchado contra su compañía discográfica en más de una ocasión. Primero en 1979 por su transferencia a otra discográfica y luego otra vez en 1981 sobre el precio de un álbum de la banda, que era considerado en caro en ese momento, como se ha señalado más arriba. También habla sobre el estado actual de la industria de la música y las estaciones de radio modernas, un tema que fue con el concepto central de las letras de su álbum de 2002, The Last DJ, y su respectivo DVD de edición limitada. En una entrevista con la revista Billboard, Petty se describió como "un ser no implicado realmente en el lado empresarial de la música."

## Miembros
Última formación
- Tom Petty: voz, guitarra, armónica, bajo, teclados y ukelele (1976–2017, su muerte)
- Mike Campbell: guitarra, bajo, teclados y mandolina (1976-2017)
- Benmont Tench: teclados, piano, órgano, sintetizador y coros (1976–2017)
- Ron Blair: bajo y coros (1976–1982, 2002–2017)
- Scott Thurston: guitarra, teclados, sintetizador, armónica, bajo y coros (1991–2017)
- Steve Ferrone: batería (1995–2017)

Miembros antiguos
- Stan Lynch: batería y coros (1976–1994)
- Howie Epstein: bajo, guitarra, mandolina y coros (1982–2002, murió en 2003)

Línea de tiempo

## Discografía

### Álbumes/LP
- Tom Petty and the Heartbreakers (1976)
- You're Gonna Get It! (1978)
- Damn the Torpedoes (1979)
- Hard Promises (1981)
- Long After Dark (1982)
- Southern Accents (1985)
- Let Me Up (I've Had Enough) (1987)
- Into the Great Wide Open (1991)
- Songs and Music from "She's the One" (1996)
- Echo (1999)
- The Last DJ (2002)
- Mojo (2010)
- Hypnotic Eye (2014)

### EP
- American Girl (1976)